# Edward Sanders
Edward Sanders, né le 4 février 1993, est un acteur et chanteur anglais connu pour avoir interprété le rôle du jeune Toby dans la comedie musicale d’horreur Sweeney Todd : Le Diabolique Barbier de Fleet Street de Tim Burton.

## Biographie

### Débuts
Sanders a été diplômé en théâtre et musique de deux écoles britannique différentes du Sussex de l'Ouest, dans le sud de l'Angleterre, Copthorne preparatory school et Ardingly college.

### Premiers succès (2007-)
Tim Burton était fan de cette comédie musicale depuis ses débuts. L'originale a été réalisée par Stephen Sondheim en 1979 : Sweeney Todd, the Demon Barber of Fleet Street. L’adaptation de 2007 a été réalisée avec la participation de Johnny Depp pour le rôle-titre de Sweeney Todd et de l'ex-épouse de Burton Helena Bonham Carter dans le rôle de Mme Lovett. Burton tenait à la qualité du film donc tous les acteurs ont suivi beaucoup de cours de chants avant le début du tournage. Sanders avait déjà un peu d'expérience en chant grâce à ses études, ayant remporté 2 prix pour son interprétation de Toby.

## Filmographie
- 2007 : Sweeney Todd : Le Diabolique Barbier de Fleet Street : Toby

## Distinctions
Récompenses
- 2007 :
  - Las Vegas Film Critics Society du meilleur jeune, pour son rôle dans Sweeney Todd : Le Diabolique Barbier de Fleet Street
  - Phoenix Film Critics Society du meilleur jeune, dans un second rôle pour Sweeney Todd : Le Diabolique Barbier de Fleet Street

Nomination
- 2007 : Broadcast Film Critics Association du meilleur jeune, pour son rôle dans Sweeney Todd : Le Diabolique Barbier de Fleet Street